# Mino Bordignon
Mino Bordignon (Fiorano al Serio, 5 agosto 1921 – Milano, 19 maggio 2009) è stato un direttore di coro italiano.

## Biografia
Dopo aver ottenuto la maturità classica, si iscrisse alla facoltà di agraria di Milano. Contestualmente sviluppò la sua cultura musicale studiando polifonia vocale nelle città di Bergamo e Milano. Allo scoppio della seconda guerra mondiale venne inviato come tenente degli alpini sul fronte russo, dove ebbe modo di conoscere un locale musicista che gli consigliò di "educare voci".
Al rientro in patria raccolse l'invito, intraprendendo ulteriori studi a Vienna e Berlino assieme a Arnold Grossmann e Wolfgang Scheidt, specializzandosi in polifonia vocale-strumentale ed in direzione d'orchestra.
Nel 1949 fondò il Coro Incas (Istituzione Nuova Corale Alpina Seriana) di Fiorano al Serio, una formazione di voci virili per la trasposizione del canto popolare, privilegiando i vecchi canti alpini e nuove armonizzazioni. Dopo aver diretto corsi presso il conservatorio di Milano e quelli di Mantova e Bergamo, intraprese quindi l'attività di direttore artistico della casa discografica denominata La voce del padrone, dirigendo tutti i cori da camera esistenti.
Nel 1969 iniziò la collaborazione con la RAI, dove diresse  prima il Coro da Camera di Roma, cinque anni più tardi, di quello di Milano, lavorando per oltre trent'anni nelle varie sedi regionali. 
A partire dal 1982 impostò una collaborazione con il Coro Filarmonico del Teatro alla Scala di Milano e con l'orchestra Camerata Strumentale.
Fondò, tra gli altri, il coro di voci miste Cantores Mundi di Borgosesia (1961), i Civici Cori di Milano (1979) di cui fu direttore per cinque lustri, ed Un Coro per Milano (2004).
Con le diverse formazioni dei Civici Cori ha prodotto oltre seicento concerti attraverso le esecuzioni delle più importanti letterature polifonico-corali del secondo millennio. Dal 21 maggio 2009 riposa nel piccolo cimitero di campagna di Cassanigo (Faenza Ra) accanto all'adorata moglie (corista Rai) Lia Bertozzi.
Collaborò a lungo col matematico e musicista Bernardino Streito, fondatore della Corale Polifonica Valchiusella con sede a Vico Canavese.
Padre del biologo Claudio Bordignon, distintosi a livello internazionale per meriti scientifici, morì a Milano il 19 maggio 2009 a 87 anni.

## Premi
Tra i suoi premi si segnalano:
- Viotti d'oro per la polifonia e il canto corale (1965)
- Maschera d'oro per la strumentazione e l'arrangiamento (1966)
- Il premio Omaggio a Massimo Mila per l'esemplare impegno didattico di una vita.
- L'Ambrogino d'oro di benemerenza civica del Comune di Milano, per aver fatto della coralità un tramite tra la musica e la città (1990)